# Чернече (Кам'янський район)
Черне́че — село в Україні, у Криничанській селищній громаді Кам'янського району Дніпропетровської області.
Орган місцевого самоврядування — Криничанська селищна рада. Населення — 405 мешканців.

## Географія
Село Чернече знаходиться на лівому березі річки Мокра Сура, вище за течією на відстані 0,5 км розташоване село Рогівське, нижче за течією примикає смт Кринички, на протилежному березі — село Іллінка. Вздовж русла річки зроблено кілька ставків.

## Населення

### Мова
Розподіл населення за рідною мовою за даними перепису 2001 року:
| Мова            | Кількість | Відсоток |
| --------------- | --------- | -------- |
| українська      | 377       | 93.09%   |
| російська       | 22        | 5.43%    |
| білоруська      | 5         | 1.23%    |
| інші/не вказали | 1         | 0.25%    |
| Усього          | 405       | 100%     |

## Постаті
- Ткач Андрій Євгенович (1980—2015) — солдат Збройних сил України, учасник російсько-української війни.